# Джафаров Мамед Юсіф Гаджибаба-огли
Мамед Юсіф Гаджибаба огли Джафаров (азерб. Məmməd Yusif Hacıbaba oğlu Cəfərov; (20 березня (1 квітня) 1885 , Баку  — 15 травня 1938 , Баку ) — азербайджанський політичний і державний діяч, депутат четвертої Державної Думи, один із засновників Азербайджанської Демократичної Республіки, Міністр торгівлі та промисловості і закордонних справ Азербайджанської Демократичної Республіки, останній заступник спікера парламенту Азербайджанської Демократичної Республіки.

## Біографія
Народився 1 квітня 1885 року в Баку. У 1907 році закінчив Бакинську Олександрівську гімназію, потім вступив на Юридичний факультет Московського державного університету імені М. В. Ломоносова. Під час навчання Джафаров підтримував зв'язок зі студентами-азербайджанцями, активно брав участь у вечорах і заходах. В 1912 році з відзнакою закінчив МДУ і повернувся в Баку, де працював помічником присяжного повіреного. Заслуживши повагу населення Бакинської, Єлизаветпольської і Еріванської губернії, Мамед-Юсіф Джафаров стає депутатом Четвертої Державної Думи. Він був єдиним депутатом-мусульманином з Південного Кавказу. Входив до Мусульманську фракцію і у фракцію кадетів.

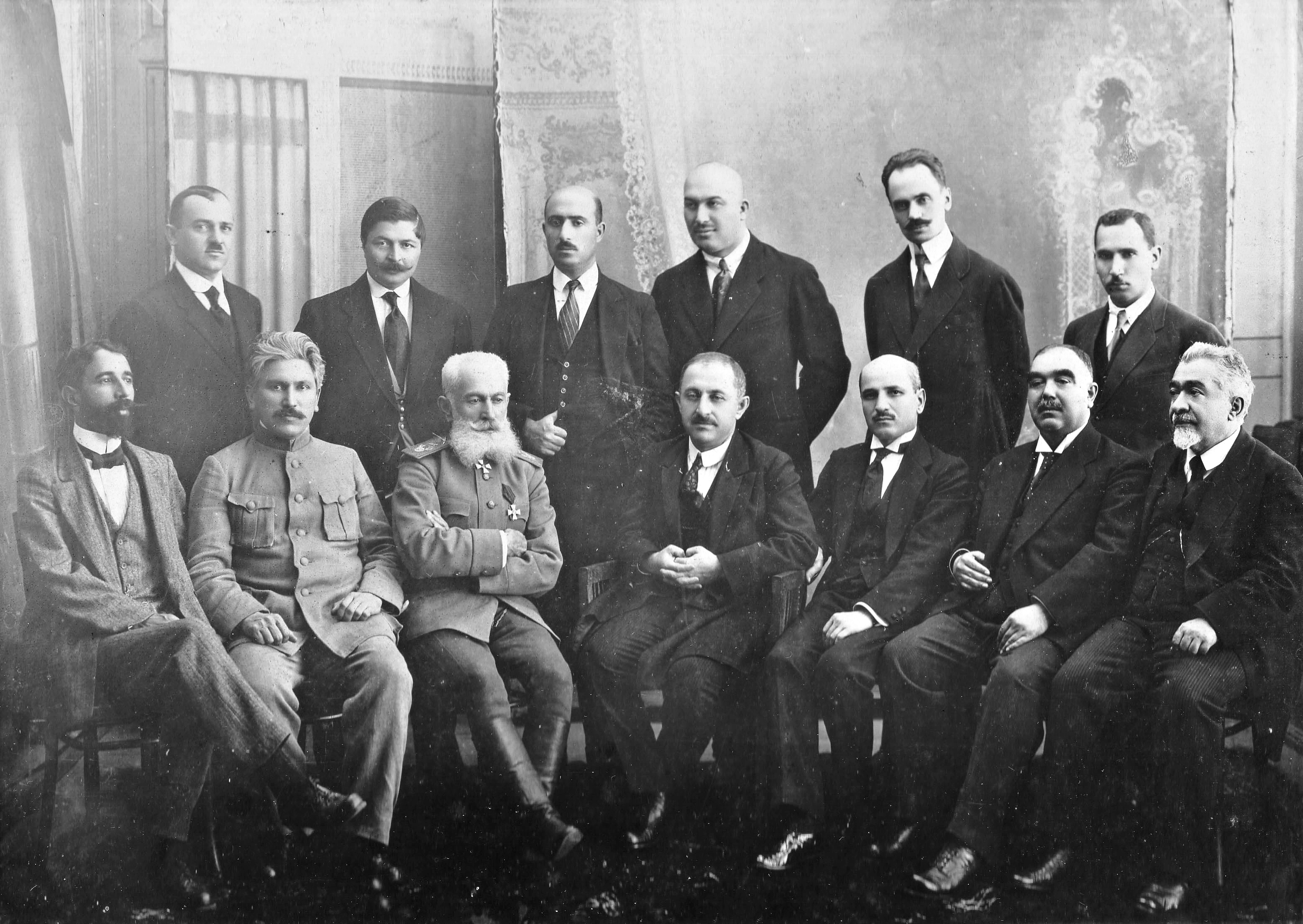
Джафаров (сидить, 3-й праворуч) у складі кабінету міністрів АДР IV-го складу. Грудень 1919

У своїх виступах Джафаров вказував на байдужість влади до навчання мусульманського населення Південного Кавказу, на обмеження прав, на перетворення мечетей в казарми тощо Мамед-Юсіф схвально поставився до лютневої революції. Обраний до установчих зборів в Закавказькому виборчому окрузі за списком № 10 (Мусульманський національний комітет і Мусават). В Особливому Закавказькому Комітеті Джафаров керував промисловістю і торгівлею. У 1917 році на з'їзді мусульман Кавказу, який проходив 15 — 20 квітня, він закликав мусульман до єдності. 15 листопада того ж року Джафаров стає комісаром промисловості і торгівлі Закавказького комісаріату. В Закавказькому Сеймі входив в мусульманську фракцію. Виступаючи на засіданнях, Джафаров закликав народи Кавказу до дружби і захисті незалежності, пропонував укласти мир з Османською імперією.
27 травня 1918 року, на надзвичайному з'їзді мусульманської фракції була створена Тимчасова Національна Рада під керівництвом Мамеда Еміна Расулзаде. Мамед-Юсіф Джафаров був обраний до виконкому ТНР. Наступного дня була підписана Декларація незалежності Азербайджану Азербайджанської Демократичної Республіки. Серед підписантів декларації був і Мамед-Юсіф Джафаров. У першому кабінеті Джафаров займав посаду міністра торгівлі і промисловості. Після відставки першого кабінету, Мамед-Юсіф Джафаров стає послом АДР в Грузії, де зіграв велику роль у створенні дипломатичних відносин між АДР і ГДР і розподілі власності ЗДФР. 14 березня 1919 року голова Ради Міністрів АДР Насіб-бек Усуббеков формує четвертий кабінет міністрів і призначає Джафарова на посаду міністра закордонних справ. Ставши главою зовнішньополітичного відомства Азербайджану, Мамед-Юсіф підписав з Грузією договір про військове співробітництво, послав ноти в штаби збройних сил Великої Британії на Південному Кавказі. За його вказівкою було створено комісію для збору документів, що стосуються політики царату на Південному Кавказі.
2 лютого 1920 року за пропозицією Расулзаде, Джафаров стає старшим товаришем (першим заступником) голови парламенту АДР. Він працював на цій посаді до приєднання Азербайджану до Радянської Росії. 27 квітня після напружених дискусій Джафаров підписує рішення про передачу влади Тимчасовому Революційному Комітету Азербайджану. Після падіння АДР Джафаров займався юридичною консультацією бавовняних і винних трестів.
Помер 15 травня 1938 року в Баку.